# Lemonade (álbum)
Lemonade es el sexto álbum de estudio de la cantante y compositora estadounidense Beyoncé. Fue lanzado el 23 de abril de 2016, a través de Parkwood Entertainment. El álbum fue acompañado por el lanzamiento de un largometraje de 60 minutos del mismo nombre, que se estrenó en HBO. Cuenta con la coproducción de una amplia gama de artistas, e incluye canciones con varios cantantes invitados como James Blake, Kendrick Lamar, The Weeknd, y Jack White. Para promover aún más el álbum, Beyoncé se embarcó en el The Formation World Tour en abril de 2016.
Lemonade "se basa en el viaje de cada mujer al autoconocimiento y la curación", dijo Tidal en un anuncio.
El 23 de abril de 2019, tras 3 años de su lanzamiento original, el álbum es publicado en el servicio de música en streaming Spotify.

## Antecedentes
El título del álbum fue inspirado en la abuela de Beyoncé, Agnez Dereon, así como en la abuela de su marido Jay Z, Hattie White. Al final de la pista «Freedom», se oye hablar a Hattie White dentro de la multitud en su fiesta de cumpleaños número 90 en abril de 2015. Durante el discurso, Hattie dice: «Tuve mis altibajos, pero siempre encontré la fuerza en mi interior para reponerme. Me daban limones, pero hice limonada».
El 6 de febrero de 2016, Beyoncé hizo el lanzamiento de la canción «Formation» de forma gratuita en la plataforma Tidal. También lanzó el vídeo correspondiente desde su cuenta de YouTube. Al día siguiente, el 7 de febrero la artista representó la canción «Formation» durante su actuación en el intermedio de la Super Bowl 50. Inmediatamente después de la actuación, mediante un comercial, se anunció The Formation World Tour.
Previamente al anuncio de la gira, Beyoncé fue tanto criticada como alabada por su vestuario influenciado por el movimiento de los Panteras Negras en su actuación en la Super Bowl. El debate llegó a las redes sociales, como Twitter con los hashtags «#BoycottBeyonce» y «#IStandWithBeyonce». El día de la venta de entradas general de la gira, hubo una concentración de docenas de fanes de la artista para apoyarla.

## Recepción de la crítica
Alexis Petridis de The Guardian escribió que el álbum "se siente como un éxito" y que Beyoncé sonaba "genuinamente imperiosa". El escritor Jonathan Bernstein de The Daily Telegraph sentía que era su trabajo más fuerte hasta la fecha. En una revisión positiva, Nekesa Moody, de The Washington Post llamó el álbum "profundamente personal, sin embargo, es una muy buena declaración social y política". La escritura de The New York Times, Jon Pareles, alabó la voz de Beyoncé y su coraje para hablar de asuntos que afectan de una manera a muchas personas, pero señaló que "el disco no está en deuda con los formatos de radio o pre ventas".
En septiembre del 2020, Lemonade fue incluido en la lista de "Los 500 mejores álbumes de la historia" por Rolling Stones en el puesto #32.

## Lista de canciones
Créditos adaptados de Tidal.
| Lemonade — Disco uno (audio) |                                        | |                                                         |          |  |
| N.º                          | Título                                 | Escritor(es) | Productor(es)                                           | Duración |  |
| 1.                           | «Pray You Catch Me»                    | Kevin Garrett Beyoncé Knowles James Blake | Garrett Knowles                                         | 3:16     |  |
| 2.                           | «Hold Up»                              | Thomas Pentz Ezra Koenig Knowles Emile Haynie Joshua Tillman Uzoechi Emenike Sean "Melo-X" Rhoden Doc Pomus Mort Shuman DeAndre Way Antonio Randolph Kelvin McConnell Brian Chase Karen Orzolek Nick Zinner | Diplo Knowles Koenig                                    | 3:41     |  |
| 3.                           | «Don't Hurt Yourself» (con Jack White) | Jack White Knowles Diana Gordon James Page Robert Plant John Paul Jones John Bonham | White Knowles Derek Dixie [ a ]                         | 3:54     |  |
| 4.                           | «Sorry»                                | Gordon Rhoden Knowles | Melo-X Knowles Gordon Hit-Boy [ a ] Stuart White [ b ]  | 3:53     |  |
| 5.                           | «6 Inch» (con The Weeknd)              | Abel Tesfaye Knowles Danny Schofield Benjamin Diehl Terius Nash Ahmad Balshe Jordan Asher David Portner Noah Lennox Brian Weitz Burt Bacharach Hal David                                                    | Danny Boy Styles Ben Billions Knowles Boots Dixie [ b ] | 4:20     |  |
| 6.                           | «Daddy Lessons»                        | Gordon Knowles Kevin Cossom Álex Delicata | Knowles Dixie [ a ] Delicata [ a ]                      | 4:48     |  |
| 7.                           | «Love Drought»                         | Mike Dean Ingrid Burley Knowles | Dean Knowles                                            | 3:57     |  |
| 8.                           | «Sandcastles»                          | Vincent Berry II Knowles Malik Yusef Midian Mathers | Knowles Vincent Berry                                   | 3:03     |  |
| 9.                           | «Forward» (con James Blake)            | Blake Knowles | Blake Knowles                                           | 1:19     |  |
| 10.                          | «Freedom» (con Kendrick Lamar)         | Jonathan Coffer Knowles Carla Marie Williams Dean McIntosh Kendrick Duckworth Frank Tirado Alan Lomax John Lomax, Sr.                                                                                       | Coffer Knowles Just Blaze                               | 4:50     |  |
| 11.                          | «All Night»                            | Pentz Knowles Timothy Thomas Theron Thomas Ilsey Juber Akil King Aman Tekleab Jaramye Daniels André Benjamin Patrick Brown Antwan Patton Ricky Anthony                                                      | Diplo Knowles Henry Allen [ a ] [ b ]                   | 5:22     |  |
| 12.                          | «Formation»                            | Khalif Brown Jordan Frost Ashton Hogan Michael Williams II Knowles | Mike WiLL Made-It Knowles Pluss [ a ]                   | 3:26     |  |
| 45:49                        |                                        | |                                                         |          |  |

| Lemonade – Disc two (visual) |            |                                                                                                |          |  |
| N.º                          | Título     | Director(s)                                                                                    | Duración |  |
| 13.                          | «Lemonade» | Khalil Joseph Knowles Melina Matsoukas Todd Tourso Dikayl Rimmasch Jonas Åkerlund Mark Romanek | 1:05:22  |  |

Notas
- [a]. Significa un coproductor.
- [b]. Significa un productor adicional.

### Créditos de los samples[23]
- "Hold Up" contiene un sample de "Can't Get Used to Losing You", escrita por Doc Pomus y Mort Shuman, e interpretada por Andy Williams; con una interpolación de "Maps", escrito por Brian Chase, Karen Orzolek y Nick Zinner, interpretada por Yeah Yeah Yeahs; y una interpolación de "Turn My Swag On", escrito por DeAndre Way, interpretado por Soulja Boy.
- "Don't Hurt Yourself" contiene un sample de "When the Levee Breaks", escrito por James Page, Robert Plant, John Paul Jones y John Bonham, interpretada por Led Zeppelin.
- "6 Inch" contiene muestras de "Walk On By", escrito por Burt Bacharach y Hal David, interpretada por Isaac Hayes a través de "2Wicky", realizado por Hooverphonic; y una interpolación de "My Girls", escrito por David Portner, Noah Lennox y Brian Weitz, interpretada por Animal Collective.[5]
- "Freedom" contiene muestras de "Let Me Try", escrito por Frank Tirado, interpretado por Kaleidoscope; también tiene samples de "Collection Speech/Unidentified Lining Hymn", grabado por Alan Lomax en 1959, interpretadas por Reverend R.C. Crenshaw; y las muestras de "Stewball", grabado por Alan Lomax y John Lomax, Sr. en 1947, interpretadas por Prisoner "22" en la Penitenciaría Estatal de Misisipi.
- "All Night" contiene una muestra de "SpottieOttieDopaliscious", escrito por André Benjamin, Patrick Brown y Antwan Patton, interpretado por OutKast con Sleepy Brown.
- "Lemonade" contiene una muestra de "The Court of the Crimson King", escrito por Malcolm Nichols, Kyle Cox y Robert Fripp, interpretado por King Crimson.

## Posicionamiento
| Lista (2016)                                  | Mejor posición |
| --------------------------------------------- | -------------- |
| Australian Albums (ARIA)                      | 1              |
| Australian Urban Albums (ARIA)                | 1              |
| Austrian Albums (Ö3 Austria)                  | 9              |
| Belgian Albums (Ultratop Flanders)            | 1              |
| Belgian Albums (Ultratop Wallonia)            | 9              |
| Canadian Albums (Billboard)                   | 1              |
| República Checa (ČNS IFPI)                    | 1              |
| Danish Albums (Hitlisten)                     | 3              |
| Dutch Albums (MegaCharts)                     | 1              |
| Finnish Albums (Suomen virallinen lista)      | 4              |
| Álbumes Franceses (SNEP)                      | 7              |
| Hungría (MAHASZ)                              | 7              |
| Irlanda (IRMA)                                | 1              |
| Italian Albums (FIMI)                         | 5              |
| New Zealand Albums (RMNZ)                     | 1              |
| Norwegian Albums (VG-lista)                   | 1              |
| Polonia (ZPAV)                                | 2              |
| Portuguese Albums (AFP)                       | 1              |
| Russian Albums (2M)                           | 32             |
| South Korea International Albums (Gaon Chart) | 14             |
| Spanish Albums (PROMUSICAE)                   | 2              |
| Swedish Albums (Sverigetopplistan)            | 1              |
| Swiss Albums (Schweizer Hitparade)            | 2              |
| Reino Unido (UK Albums Chart)                 | 1              |
| US Billboard 200                              | 1              |
| Estados Unidos (Top R&B/Hip-Hop Albums)       | 1              |

## Fecha de lanzamiento
| Región            | Fecha               | Formato(s)       | Discográfica           | Ref.   |
| ----------------- | ------------------- | ---------------- | ---------------------- | ------ |
| América del Norte | 23 de abril de 2016 | Streaming        | Parkwood Entertainment | [ 23 ] |
| América del Norte | 24 de abril de 2016 | Descarga digital | Parkwood Columbia      | [ 42 ] |
|                   | 25 de abril de 2016 | Descarga digital | Parkwood Columbia      | [ 43 ] |
| Estados Unidos    | 06 de mayo de 2016  | CD DVD           | Parkwood Columbia      |        |